# Веслоногі раки
Веслоно́гі ра́ки (Copepoda) — підклас водних ракоподібних класу Щелепоногих (Maxillopoda). Незважаючи на те, що ці створіння надзвичайно малі, вони поширені в морі у величезних кількостях. Веслоногі належать до групи зоопланктону. Вони збирають свою їжу з води за допомогою дрібнопористих волосинок, що знаходяться на ділянках рота. Також, ці раки їдять тварин і водоростей менших, ніж вони самі. Багато морських тварин, наприклад, молюски, асцидії, і такі риби, як оселедець і скумбрія і навіть різні види китів, живуть за рахунок цих міні-ракоподібних. Це робить Веслоногих раків найважливішою ланкою між мікроскопічним планктоном та іншими тваринами які живуть у воді.

## Класифікація та різноманітність
Веслоногі раки підклас переважно морських тварин який належать до підтипу ракоподібних (ракоподібні). Веслоногі раки діляться на десять рядів. Налічує 13 000 видів веслоногих раків, та як відомо, 2800 з них живуть в прісній водоймах.
Ряди:
- Calanoida Sars, 1903
- Cyclopoida Burmeister, 1834
- Gelyelloida Huys, 1988
- Harpacticoida G. O. Sars, 1903
- Misophrioida Gurney, 1927
- Monstrilloida G. O. Sars, 1901
- Mormonilloida Boxshall, 1979
- Platycopioida Fosshagen, 1985
- Poecilostomatoida Thorell, 1859
- Siphonostomatoida Thorell, 1859